# Chaetodon baronessa
Chaetodon baronessa là một loài cá biển thuộc chi Cá bướm (phân chi Gonochaetodon) trong họ Cá bướm. Loài này được mô tả lần đầu tiên vào năm 1829.

## Từ nguyên
Từ định danh baronessa có nguồn gốc từ douwing-baroness, tên gọi của loài này được đặt bởi thuyền trưởng người Hà Lan Willem de Vlamingh (1640 – k. 1698), không rõ hàm ý nhưng được ghép từ douwing (hay doewing), tên bản địa trong tiếng Mã Lai của một số loài cá bướm gai và cá bướm, và baroness, "nữ Nam tước".

## Phạm vi phân bố và môi trường sống
Từ quần đảo Cocos (Keeling) và đảo Giáng Sinh (đều là lãnh thổ hải ngoại của Úc) , phạm vi của C. baronessa trải rộng về phía đông đến Fiji và Tonga, ngược lên phía bắc đến vùng biển phía nam Nhật Bản (gồm cả quần đảo Ogasawara), xa về phía nam đến bang New South Wales (Úc).
Ở Việt Nam, C. baronessa được ghi nhận tại cù lao Chàm (Quảng Nam) và quần đảo Hoàng Sa; Phú Yên; vịnh Nha Trang (Khánh Hòa); Ninh Thuận; cù lao Câu (Bình Thuận) và quần đảo Trường Sa.
C. baronessa sống tập trung ở những khu vực mà san hô (đặc biệt là Acropora) phát triển phong phú trên các rạn viền bờ hay trong đầm phá, được tìm thấy ở độ sâu đến ít nhất là 20 m.

## Mô tả
C. baronessa có chiều dài cơ thể lớn nhất được ghi nhận là 16 cm. Loài này có màu tím xám với những sọc vàng hình chữ V ở hai bên thân. Đầu màu vàng với 3 dải màu nâu đỏ: dải thứ nhất từ trán xuống quanh miệng; dải thứ hai từ đỉnh đầu băng dọc qua mắt; dải còn lại từ lưng trước kéo xuống ngực. Vây lưng và vây hậu môn có dải vàng dọc theo phần rìa (vây lưng có viền đen rất mỏng ở rìa, còn vây hậu môn có một sọc mảnh màu xanh óng ở trong). Cuống đuôi có vệt vàng. Vây đuôi có vạch sọc vàng (vạch đen mỏng hơn ở sát phía trong), phần vây phía sau cặp sọc này trong suốt. Vây bụng màu vàng. Vây ngực trong suốt, có vạch nâu đỏ băng qua gốc.
Số gai ở vây lưng: 11–12; Số tia vây ở vây lưng: 23–26; Số gai ở vây hậu môn: 3; Số tia vây ở vây hậu môn: 20–22; Số tia vây ở vây ngực: 13–14; Số gai ở vây bụng: 1; Số tia vây ở vây bụng: 5; Số vảy đường bên: 24–30.

## Phân loại học
Gonochaetodon đặc trưng bởi các loài có hình dạng cơ thể hình tam giác với sọc chữ V màu vàng ở hai bên thân. Ngoại trừ Chaetodon larvatus dễ dàng phân biệt bởi vùng đầu màu cam, hai loài còn lại là C. baronessa và Chaetodon triangulum hầu như không có nhiều khác biệt, ngoại trừ hoa văn trên vây đuôi của chúng. Vây đuôi của C. triangulum có một vệt đen hình thoi bao quanh bởi dải viền vàng, trong khi vây đuôi của C. baronessa chỉ có cặp sọc vàng-đen.

## Sinh thái học
C. baronessa là loài ăn san hô chuyên biệt, đặc biệt ưa thích san hô cành Acropora và Pocillopora nhưng bỏ qua san hô mềm. Là một loài phụ thuộc hoàn toàn vào san hô cứng, quần thể C. baronessa sẽ bị suy giảm nghiêm trọng nếu san hô bị tẩy trắng, và điều này đã xảy ra tại rạn san hô Great Barrier.
C. baronessa thường kết đôi với nhau và sống chung trong một lãnh thổ. C. baronessa cũng có thể kết đôi khác loài với C. triangulum ở khu vực mà cả hai có phân bố chồng lấn (như các đảo phía tây Indonesia).

## Thương mại
C. baronessa ít được xuất khẩu trong các hoạt động kinh doanh cá cảnh. Do chế độ ăn đặc biệt nên chúng thường chết đói trong điều kiện nuôi nhốt.